# کپتیپولا
کپتیپولا (به لاتین: Keppetipola) یک منطقهٔ مسکونی در سری‌لانکا است.